# 키스마이BUSAIKU!?
《키스마이BUSAIKU!?》(キスマイBUSAIKU!?)는 2013년 4월 21일부터 후지 TV에서 방송 중인 버라이어티 프로그램이다.

## 개요
Kis-My-Ft2 7명이 〈부사이쿠(못생김)〉라고 일컬어지지 않게 하기 위해, 특정 상황에서의 대응 방법이나, 상대에게 줄 선물 센스 등 다양한 도전을 하여 멋있게 되도록 노력하는 프로그램이다.
2012년부터 5회로 특별 프로그램으로서 방송. 호평을 받아, 레귤러화되었다.
2014년 3월 방송까지는 일요일 24:25 ~ 24:52(27분간)에 방송되었으며, 2014년 4월 방송부터는 목요일 24:10 ~ 24:35(25분간)에 방송되고 있다. 또한 2014년 4월 방송부터 전국 방송으로 승격되었다. 2015년 4월 방송부터는 월요일 23:00 ~ 23:30(30분간)으로 시간대를 옮겼다.

## 키스마이BUSAIKU 랭킹
멤버가 룰이 정해진 상태에서의 자신이 멋있어 보이는 순간의 영상을 촬영한다. 촬영 방법이나 대사 등 연출에 관해서는 전부 멤버 자신에게 맡겨진다.
그 영상을 보고 〈키스마이의 팬이 아닌 일반 여성〉이 심사·순위를 매긴다. 그 결과, 1위(완전 멋있어)·2위(꽤 멋있어)·3위(멋있어)·4위(보통)·5위(위험해)·6위(꽤 위험해)·7위(부사이쿠)로 순위가 매겨진다. 멤버의 영상 속에는 일반 여성으로부터의 칭찬·비판 코멘트도 동시에 흐른다.
최하위인 〈부사이쿠〉를 획득해버린 멤버에게는 자신의 명찰에 〈부〉 마크가 붙여진다. 제5회부터는 〈부사이쿠 스탬프〉를 1위 멤버의 손으로 붙이는 시스템이 되었다.
선물 대결
생일을 맞이한 여성 게스트에게 지정된 금액 이내에서 선물을 구입. 구입한 선물을 구입한 사람을 모르는 상태에서 게스트에게 주어, 받아서 기뻤던 순으로 랭킹을 결정한다.

## 출연자
- Kis-My-Ft2, 부사이쿠

### 진행
- 사노 미즈키 (후지 TV 아나운서) (프로그램상 〈후지 TV 부사이쿠 아나운서〉라고 표기되어있다)

### 게스트

#### 제1탄
- 야시마 노리토

#### 제2탄
- 아마노 히로유키 (캬인)

#### 제3탄
- 와타베 켄 (언재시)

#### 제4탄
- 사와무라 잇키
- 와타베 켄 (언재시)
- hitomi (생일 게스트)

#### 제5탄
- 타카하시 시게오 (사반나)
- 아오키 사야카 (생일 게스트)

#### 레귤러판
- 제1회 - 우도 스즈키 (캬인)
- 제2 ~ 3회 - 야하기 켄 (오기야하기)
- 제4 ~ 5회 - 타카 앤 토시
- 제6 ~ 7회 - 코야부 카즈토요
- 제8·11·34(·39)회 - 오오쿠보 카요코 (오아시즈)
- 제9 ~ 10(·39)회 - 세키네 츠토무
- 제12회 - 나나오
- 제13회 - 시노하라 토모에
- 제14(·39)회 - SILVA
- 제15회 - 이시다 준이치
- 제17·24·32 ~ 34(·39)회 - 와타베 켄 (언재시)
- 제18(·39)회 - 아야노코지 쇼 (키시단)
- 제19회 - 니시무라 토모미
- 제20회 - 야마시타 토모히사, 카리나
- 제21회 - 오시키리 모에
- 제22 ~ 23(·33)회 - 나카이 마사히로 (SMAP)
- 제24회 - 타바타 토모코
- 제25회 - 야시마 노리토
- 제27(·39)회 - 타카오카 사키
- 제28(·33)회 - MAX
- 제29회 - hitomi
- 제30(·39)회 - 야나기하라 카나코
- 제31(·39)회 - 스미레
- 제34(·39)회 - 사카구치 켄지, 이케다 테츠히로
- 제35(·39)회 - 모리산츄
- 제36(·39)회 - 카와고에 타츠야
- 제37 ~ 38회 - 미즈카와 아사미
- 제40회 - 칸지야 시호리
- 제41회 - 니시카와 타카노리
- 제42회 - 모리 이즈미
- 제43회 - 나카지마 켄토

#### 전국 넷판
- 제1회 - 골든 봄버
- 제2회 - 로라
- 제3회 - 아마노 히로유키
- 제4회 - 모치다 카오리
- 제5회 - 와타베 켄
- 제6회 - 키노시타 유키나
- 제7회 - 이마이 하나
- 제8회 - 코바야시 마야
- 제9회 - 사시하라 리노
- 제10회 - 나카 리이사
- 제11회 - 스즈키 나나
- 제12회 - 나카이 마사히로
- 제13회 - 타카하시 마사
- 제14회 - 카케이 미와코
- 제15회 - 캬리 파뮤파뮤
- 제16회 - 로버트
- 제17회 - 이나가키 고로
- 제18회 - 카와구치 하루나
- 제19회 - 칸다 사야카

## 상황

### 제1탄
| 1위 | 후지가야 |
| 2위 | 센가     |
| 3위 | 타마모리 |
| 4위 | 니카이도 |
| 5위 | 요코오   |
| 6위 | 미야타   |
| 7위 | 키타야마 |
| 1위 | 타마모리 |
| 2위 | 후지가야 |
| 3위 | 키타야마 |
| 4위 | 요코오   |
| 5위 | 센가     |
| 6위 | 미야타   |
| 7위 | 니카이도 |

### 제2탄
| 1위 | 후지가야 |
| 2위 | 타마모리 |
| 3위 | 센가     |
| 4위 | 요코오   |
| 5위 | 키타야마 |
| 6위 | 니카이도 |
| 7위 | 미야타   |
| 1위 | 키타야마 |
| 2위 | 미야타   |
| 3위 | 타마모리 |
| 4위 | 후지가야 |
| 5위 | 요코오   |
| 6위 | 니카이도 |
| 7위 | 센가     |

### 제3탄
| 1위 | 센가     |
| 2위 | 타마모리 |
| 3위 | 키타야마 |
| 4위 | 후지가야 |
| 5위 | 미야타   |
| 6위 | 요코오   |
| 7위 | 니카이도 |
| 1위 | 후지가야 |
| 2위 | 센가     |
| 3위 | 타마모리 |
| 4위 | 키타야마 |
| 5위 | 요코오   |
| 6위 | 미야타   |
| 7위 | 니카이도 |

### 제4탄
| 1위 | 후지가야 |
| 2위 | 미야타   |
| 3위 | 타마모리 |
| 4위 | 니카이도 |
| 5위 | 센가     |
| 6위 | 요코오   |
| 7위 | 키타야마 |
| 1위 | 타마모리 |
| 2위 | 센가     |
| 3위 | 후지가야 |
| 4위 | 요코오   |
| 5위 | 키타야마 |
| 6위 | 니카이도 |
| 7위 | 미야타   |
| 1위 | 요코오   |
| 2위 | 미야타   |
| 3위 | 후지가야 |
| 4위 | 센가     |
| 5위 | 키타야마 |
| 6위 | 타마모리 |
| 7위 | 니카이도 |

### 제5탄
| 1위 | 후지가야 |
| 2위 | 요코오   |
| 3위 | 타마모리 |
| 4위 | 키타야마 |
| 5위 | 센가     |
| 6위 | 미야타   |
| 7위 | 니카이도 |
| 1위 | 키타야마 |
| 2위 | 후지가야 |
| 3위 | 타마모리 |
| 4위 | 요코오   |
| 5위 | 미야타   |
| 6위 | 니카이도 |
| 7위 | 센가     |
| 1위 | 타마모리 |
| 2위 | 요코오   |
| 3위 | 후지가야 |
| 4위 | 미야타   |
| 5위 | 센가     |
| 6위 | 니카이도 |
| 7위 | 키타야마 |

### 레귤러판
제1회
| 1위 | 후지가야 |
| 2위 | 요코오   |
| 3위 | 타마모리 |
| 4위 | 키타야마 |
| 5위 | 니카이도 |
| 6위 | 센가     |
| 7위 | 미야타   |
제2회
| 1위 | 후지가야 |
| 2위 | 타마모리 |
| 3위 | 키타야마 |
| 4위 | 센가     |
| 5위 | 미야타   |
| 6위 | 니카이도 |
| 7위 | 요코오   |
제3회
| 1위 | 후지가야 |
| 2위 | 타마모리 |
| 3위 | 센가     |
| 4위 | 키타야마 |
| 5위 | 미야타   |
| 6위 | 요코오   |
| 7위 | 니카이도 |
제4회
| 1위 | 후지가야 |
| 2위 | 타마모리 |
| 3위 | 센가     |
| 4위 | 미야타   |
| 5위 | 키타야마 |
| 6위 | 요코오   |
| 7위 | 니카이도 |
제5회
| 1위 | 미야타   |
| 2위 | 키타야마 |
| 3위 | 요코오   |
| 4위 | 후지가야 |
| 5위 | 타마모리 |
| 6위 | 니카이도 |
| 7위 | 센가     |
제6회
| 1위 | 키타야마 |
| 2위 | 후지가야 |
| 3위 | 타마모리 |
| 4위 | 센가     |
| 5위 | 요코오   |
| 6위 | 미야타   |
| 7위 | 니카이도 |
제7회
| 1위 | 요코오   |
| 2위 | 타마모리 |
| 3위 | 키타야마 |
| 4위 | 미야타   |
| 5위 | 후지가야 |
| 6위 | 센가     |
| 7위 | 니카이도 |
제8회
| 1위 | 요코오   |
| 2위 | 후지가야 |
| 3위 | 센가     |
| 4위 | 타마모리 |
| 5위 | 키타야마 |
| 6위 | 니카이도 |
| 7위 | 미야타   |
제9회
| 1위 | 타마모리 |
| 2위 | 센가     |
| 3위 | 후지가야 |
| 4위 | 니카이도 |
| 5위 | 키타야마 |
| 6위 | 요코오   |
| 7위 | 미야타   |
제10회
| 1위 | 타마모리 |
| 2위 | 후지가야 |
| 3위 | 센가     |
| 4위 | 키타야마 |
| 5위 | 미야타   |
| 6위 | 요코오   |
| 7위 | 니카이도 |
제11회·하이 레벨 결전 SP
| 1위 | 후지가야 |
| 2위 | 키타야마 |
| 3위 | 타마모리 |
| 1위 | 후지가야 |
| 2위 | 타마모리 |
| 3위 | 키타야마 |
| 1위 | 후지가야(아이마스크)    |
| 2위 | 키타야마(장미 치약)     |
| 3위 | 타마모리(프루트 비니거) |
제12회
| 1위 | 키타야마 |
| 2위 | 후지가야 |
| 3위 | 니카이도 |
| 4위 | 센가     |
| 5위 | 요코오   |
| 6위 | 타마모리 |
| 7위 | 미야타   |
| 1위 | 센가     |
| 2위 | 키타야마 |
| 3위 | 후지가야 |
| 4위 | 미야타   |
| 5위 | 니카이도 |
| 6위 | 타마모리 |
| 7위 | 요코오   |
제13회
| 1위 | 타마모리 |
| 2위 | 후지가야 |
| 3위 | 센가     |
| 4위 | 키타야마 |
| 5위 | 요코오   |
| 6위 | 미야타   |
| 7위 | 니카이도 |
| 1위 | 후지가야                             |
| 2위 | 타마모리                             |
| 7위 | 니카이도 키타야마 센가 미야타 요코오 |
제14회
| 1위 | 후지가야 |
| 2위 | 센가     |
| 3위 | 니카이도 |
| 4위 | 타마모리 |
| 5위 | 키타야마 |
| 6위 | 미야타   |
| 7위 | 요코오   |
| 1위 | 후지가야 |
| 2위 | 요코오   |
| 3위 | 니카이도 |
| 4위 | 타마모리 |
| 5위 | 미야타   |
| 6위 | 키타야마 |
| 7위 | 센가     |
제15회
| 1위 | 타마모리 |
| 2위 | 후지가야 |
| 3위 | 니카이도 |
| 4위 | 미야타   |
| 5위 | 센가     |
| 6위 | 요코오   |
| 7위 | 키타야마 |
| 1위 | 타마모리 |
| 2위 | 키타야마 |
| 3위 | 센가     |
| 4위 | 후지가야 |
| 5위 | 요코오   |
| 6위 | 미야타   |
| 7위 | 니카이도 |

## 스태프
- 구성 - 스즈키 오사무, 이시하라 켄지, 야마우치 마사유키, 오오이 타츠로, 무카이야마 카즈나
- 연출 - 키즈키 요스케
- 프로듀서 - 코모토 코스케, 니시 토시야
- 협력 - 쟈니즈 사무소
- 제작 저작 - 후지 TV